# Issam Abdulhadi
Issam Abdulhadi (1928 – 2013) là một nhà hoạt động vì quyền phụ nữ người Palestine. Bà được bầu làm Chủ tịch Tổng Liên hiệp Phụ nữ Palestine vào tháng 7 năm 1965. Bà được trao Giải thưởng Ibn Rushd về Tự do Tư tưởng vào năm 2001, và là một trong tám phụ nữ người Palestine được đề cử Giải Nobel Hòa bình, là một phần của kế hoạch "1000 phụ nữ giành giải Nobel Hòa bình năm 2005".
Bà qua đời vào ngày 16 tháng 8 năm 2013 tại thủ đô Amman của Jordan.

## Thuở thiếu thời
Issam Abdulhadi được sinh ra tại thành phố Nablus vào năm 1928. Lớn lên, bà được giáo dục tại trường A’ishiyyeh, sau đó là trường Friends ở thành phố Ramallah.

## Sự nghiệp
Abdulhadi bắt đầu sự nghiệp của mình trong các hoạt động của phụ nữ Palestine ở Bờ Tây vào năm 1949. Bà tham dự Hội đồng Dân tộc Palestine đầu tiên mà tại đó, Tổng Liên hiệp Phụ nữ Palestine (viết tắt: GUPW) chính thức được thành lập vào tháng 6 năm 1964. Cũng trong năm 1949, bà được bầu làm Tổng thư ký Liên minh Phụ nữ Ả Rập ở Nablus. Đến tháng 7 năm 1965, bà được bầu làm Chủ tịch Tổng Liên hiệp Phụ nữ Palestine.

### Bị bắt giam
Vào tháng 4 năm 1969, Abdulhadi bị giam giữ bởi lực lượng quân đội Israel và sau đó, bà bị trục xuất cùng với con gái mình là Faiha Abdul Hadi, do cả hai mẹ con đã tổ chức cuộc biểu tình và tuyệt thực ngay tại Nhà thờ Mộ Thánh, để phản đối việc giết hại phụ nữ tại dải Gaza của quân đội Israel.

### Tha hương
Abdulhadi làm việc thông qua Ủy ban Save Jerusalem ở Amman, Jordan. Đến năm 1974, bà được bổ nhiệm vào Hội đồng Trung ương Palestine, và sau đó bà được tái lập làm Tổng Liên hiệp Phụ nữ Palestine tại Liban. Bà dẫn đầu phái đoàn Palestine tham dự Hội nghị Thế giới về Phụ nữ diễn ra tại thành phố México năm 1975.
Đến năm 1981, bà được bầu làm Chủ tịch Liên hiệp Phụ nữ Ả Rập, tiếp theo là Phó Chủ tịch Hội Liên hiệp Phụ nữ Dân chủ Quốc tế (1981 – 1982). Bà được phép quay trở về Bờ Tây vào năm 1993, cùng với 30 nhà lãnh đạo khác.